# Desa Sawahan (administrativ by i Indonesien, Jawa Timur, lat -8,21, long 112,66)
Desa Sawahan är en administrativ by i Indonesien.   Den ligger i provinsen Jawa Timur, i den västra delen av landet, 700 km öster om huvudstaden Jakarta.